# Glaucocharis flavescens
Glaucocharis flavescens là một loài bướm đêm trong họ Crambidae.